# Thymus pseudograniticus
Thymus pseudograniticus là một loài thực vật có hoa trong họ Hoa môi. Loài này được Klokov & Des.-Shost. miêu tả khoa học đầu tiên năm 1927.